# Renaldo Benson

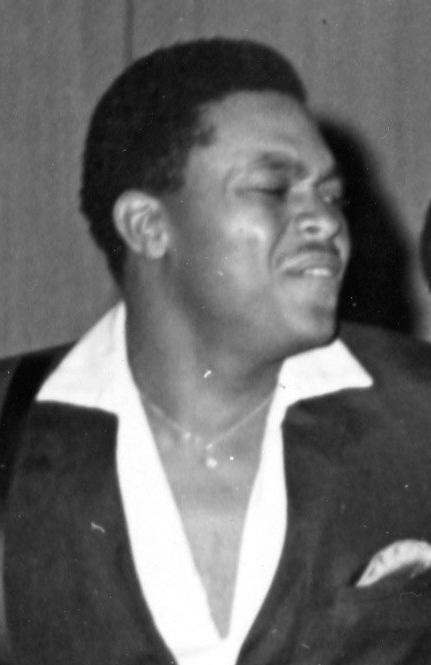
Renaldo „Obie“ Benson

Renaldo „Obie“ Benson (* 14. Juni 1936 in Detroit, Michigan; † 1. Juli 2005 in Detroit) war ein US-amerikanischer Soul- und R&B-Sänger. Benson wurde bekannt als Tenorstimme der Motown-Band The Four Tops, mit der er vor allem in den 1960er Jahren zahlreiche internationale Hits feierte.
Neben den Erfolgen mit seiner Band war Benson auch als Songschreiber für Motown tätig. Aus seiner Feder stammt ein Teil des Klassikers What’s Going On von Marvin Gaye aus dem Jahr 1971.
Benson starb am 1. Juli 2005 im Alter von 69 Jahren an Lungenkrebs. Er hinterließ zwei Töchter.
Nach Bensons Tod und dem Tod von Levi Stubbs im Oktober 2008 war nur noch ein Gründungsmitglied der Gruppe, Abdul „Duke“ Fakir, am Leben. Bereits 1997 starb Lawrence Payton an Krebs, er wurde durch Theo Peoples ersetzt.